# Блерио-СПАД S.510
Блерио-СПАД S.510 (фр. Bleriot-SPAD S.510) је ловачки авион направљен у Француској. Авион је први пут полетео 1933. године. 

Био је то задњи француски двокрилни ловац који је ушао у производњу.
Највећа брзина авиона при хоризонталном лету је износила 372 km/h.
Распон крила авиона је био 8,84 метара, а дужина трупа 7,46 метара. Празан авион је имао масу од 1250 килограма. Нормална полетна маса износила је око 1677 килограма. Био је наоружан са четири митраљеза калибра 7,5 милиметара Шателро (Chatellerault) у подкрилним гондолама.

## Наоружање
| Наоружање авиона: Блерио-СПАД  |     |
| Ватрено (стрељачко) наоружање  |     |
| Топ                            |     |
| Митраљез                       |     |
| Број и ознака митраљеза        | 4   |
| Калибар                        | 7,5 |
| Бомбардерско наоружање (бомбе) |     |
| Ракетно наоружање (ракете)     |     |